# Radio:ACTIVE
Radio:ACTIVE er det 4. studiealbum udgivet af det engelske pop-rock-band McFly.

## Spor (The Mail On Sunday-udgave)
1. Do Ya (2:53)
2. Falling In Love (4:26)
3. Everybody Knows (3:15)
4. Smile (3:18)
5. One For The Radio (3:06)
6. POV (3:53)
7. Corrupted (3:39)
8. The Heart Never Lies (3:26)
9. Going Through The Motions (3:25)
10. The Last Song (4:51)

## Spor (DELUXE-udgave)
1. Lies (3:46)
2. One For The Radio (3:06)
3. Everybody Knows (3:15)
4. Do Ya (2:53)
5. Falling In Love (4:26)
6. POV (3:53)
7. Corrupted (3:39)
8. Smile (3:18)
9. The End (3:43)
10. Going Through The Motions (3:25)
11. Down Goes Another One (4:15)
12. Only The Strong Survive (3:34)
13. The Last Song (4:51)

## Singler
- One For The Radio, udgivet 14. juli 2008
- Lies, udgivet 15. sebtember 2008
- Do Ya/Stay With Me, udkommer 14. november 2008